# 템플 대학교
템플 대학교(Temple University)는 미국 펜실베이니아주 필라델피아에 있는 공립 종합대학이다. 1884년 러셀 콘웰이 설립하였으며, 현재 3만 7천 여 학생이 재학 중이다. 펜실베이니아 주를 비롯해 런던, 로마, 도쿄, 오비에도, 싱가포르 등 해외 캠퍼스를 두고 있다. 법학, 약학, 발병학, 치의학, 건축학 등의 전문 교육을 제공하고 있다.